# 东多摩郡
东多摩郡（日语：／ Higashitama gun */?）为过去日本东京府（今东京都）辖下的郡，辖区包含现在东京都中野区、杉并区两区全域。1896年4月1日，东多摩郡与南丰岛郡合并为丰多摩郡。

## 沿革

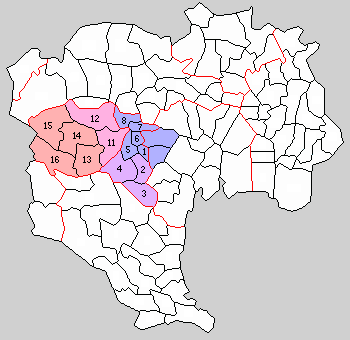
11.中野村 12.野方村 13.和田堀內村 14.杉並村 15.井荻村 16.高井戶村（紅：中野區 橙：杉並區 1 - 8是南豐島郡）

- 1878年7月22日 - 随着郡区町村编制法的施行，旧武藏国多摩郡分割为神奈川县所属的西多摩郡、北多摩郡、南多摩郡以及东京府所属的东多摩郡。
- 1889年5月1日 - 施行町村制，东多摩郡下辖6个村。（6村）
  - 中野村（已并入东京都中野区）
  - 野方村（同上）
  - 和田堀内村（已并入东京都杉并区）
  - 杉并村（同上）
  - 井荻村（同上）
  - 高井户村（同上）
- 1890年 - 郡制施行，郡役所设置于中野村。
- 1896年4月1日 -  东多摩郡与南丰岛郡合并为丰多摩郡。（东多摩郡废除）